# Astrid Krag
Astrid Krag Kristensen (født 17. november 1982 i Vejle) er en dansk politiker og tidligere social- og ældreminister. Hun har siden 13. november 2007 været medlem af Folketinget, først for Socialistisk Folkeparti og siden 30. januar 2014 for Socialdemokratiet, hvor hun blev valgt ind den 18. juni 2015 i Sjællands Storkreds. Hun tiltrådte den 3. oktober 2011 som Sundheds- og forbyggelsesminister i Helle Thorning-Schmidts regering og den 27. juni 2019 som social- og indenrigsminister i Regeringen Mette Frederiksen, hvor hun også er medlem af økonomiudvalget. Den 21. januar 2021 blev hun ved en mindre regeringsrokade udnævnt til social- og ældreminister.

## Baggrund
Astrid Krag er født i i Vejle som datter af tekstforfatter Ole Jakob Krag Kristensen og gymnasielærer Åse Fogh Pedersen. Hun blev student fra Tørring Amtsgymnasium i 2001, og i 2003 begyndte hun at studere statskundskab på Københavns Universitet. Hun var indskrevet på bacheloruddannelsen frem til 2007, som hun dog ikke færdiggjorde. Fra 2001 til 2002 arbejdede hun som pædagogmedhjælper på Frederiksberg Hospitalsvuggestue og i 2003 til 2005 var hun studentermedhjælper på Social- og Sundhedsskolen i København. I 2007 var hun ansat i hjemmeplejen i Sundparken på Amager.
Hun har siden 2003 været samlevende med rapperen Andreas Seebach, der er kendt under kunstnernavnet "AndyOp". Sammen har de tre børn, to drenge og en pige, og familien er bosiddende på Amager.
På trods af navnesammenfaldet, er hun ikke i familie med tidligere statsminister Jens Otto Krag.

## Politisk karriere
Astrid Krag var ved folketingsvalget 2001 kandidat for Socialistisk Folkeparti i Vejlekredsen, men blev ikke valgt ind. Hun var fra 2005 til 2007 formand for Socialistisk Folkepartis Ungdom. Fra 24. oktober til 30. oktober 2006 var hun midlertidigt folketingsmedlem for Socialistisk Folkeparti i Vejle Amtskreds som stedfortræder for Villy Søvndal.
Ved folketingsvalget 13. november 2007 blev hun for første gang valgt ind i Folketinget for Roskildekredsen i Sjællands storkreds med 3.667 personlige stemmer. Efterfølgende blev hun ordfører for integration, asyl og indfødsret og for ældreområdet. Hun blev også næstformand for Udvalget for Udlændinge- og Integrationspolitik og var desuden medlem af Indfødsretsudvalget, Socialudvalget og Udenrigsudvalget.
Ved folketingsvalget 15. september 2011 blev hun valgt ind for SF med 6.469 personlige stemmer og tiltrådte den 3. oktober 2011 som sundhedsminister i Helle Thorning-Schmidts regering. Da Villy Søvndal i september 2012 offentliggjorde, at han trak sig som formand, meldte Astrid Krag sig som kandidat til posten, men tabte kampvalget til Annette Wilhelmsen.
I februar 2014 søgte Astrid Krag om optagelse i den socialdemokratiske folketingsgruppe. Dette skete i kølvandet på beslutningen i SF om at trække sig fra regeringen. Astrid skrev i den forbindelse på sin Facebook-side: "Jeg har været medlem af SF i mere end halvdelen af mit liv. Men når jeg ser nøgternt på diskussionerne i det parti, som er årsag til, at SF's formand nu må trække stikket for regeringsdeltagelsen, så står det helt klart: Det er ikke opbakning til at føre den form for venstreorienteret politik, jeg gik til valg på".
Astrid Krag tilhørte den gruppe i SF, som mere populært blev kaldt "arbejderisterne". Flere andre, som var en del af denne fløj i SF, flyttede senere til Socialdemokratiet f.eks. Thor Möger, Mattias Tesfaye og Jesper Petersen.
I februar 2014 blev Astrid Krag ældreordfører og formand for Folketingets Europarådsdelegation og fra august 2014 blev hun også skatteordfører frem til valget i juni 2015.
Ved folketingsvalget 18. juni 2015 stillede Astrid Krag op i Grevekredsen og blev første gang valgt ind i Folketinget for Socialdemokratiet hvor hun fik 14.898 personlige stemmer i Sjællands Storkreds. Hun blev valgt på det andet kredsmandat ud af i alt 8 mandater, som Socialdemokraterne fik i storkredsen. Efter valget blev Astrid Krag socialdemokratiets ældreordfører samt indfødsretsordfører og blev næstformand for Folketingets udlændinge- og integrationsudvalg.
Ved folketingsvalget 5. juni 2019 fik hun 17.810 personlige stemmer i Sjællands Storkreds og blev derved den socialdemokrat med fjerdeflest personlige stemmer efter Mette Fredriksen, Nicolai Wammen og Magnus Heunicke. Den 27. juni 2019 præsenterede Mette Fredriksen sin regering med Astrid Krag som social- og indenrigsminister samt medlem af økonomiudvalget.

### Formandsopgør
Den 7. september 2012 offentliggjorde Villy Søvndal, at han ville trække sig som partiformand for SF. Astrid Krag meldte sig den 12. september som kandidat til posten. Hun blev i den forbindelse spurgt om, hvad hun ville gøre anderledes end Villy Søvndal, og hvad hun vil gøre for at favne de tre fløje i SF. Her lød svaret: "Jeg har lovet mig selv, at jeg i denne her proces vil sige, hvad jeg mener, og at jeg vil opføre mig ordentligt. Jeg ved, at vi i SF er fælles om at ønske lige muligheder for alle mennesker i det her samfund. Jeg ved, at vi i SF er fælles om at ville have turbo under den grønne udvikling – og jeg ved, at vi er fælles om at ville skabe varige job."
Den 17. september meldte Annette Vilhelmsen sig også som kandidat til posten som formand. Den 13. oktober 2012 ved SFs partikonvent i København blev det offentliggjort, at Krag havde tabte urafstemningen om at blive ny formand blandt SF's medlemmer. Hun fik 2.493 (34 %) stemmer mod Vilhelmsen 4.793 (66 %).

## Fodnoter
1. ↑  Astrid Krag skifter til Socialdemokratiet, 30. jan. 2014, ekstra bladet
2. ↑  Mette Frederiksen danner regering: Her er de nye ministre, Berlingske, 27. juni 2019.
3. ↑  Mette Frederiksen samler mærkesager i magtfuldt udvalg - Altinget - Alt om politik: altinget.dk
4. ↑  Anders Byskov Svendsen (21. januar 2021), Mette Frederiksen holder flyttedag på ministerholdet, DR, hentet 21. januar 2021
5. ↑  Lars Brøndum Nielsen, Andreas Munk (7. september 2012). "SF's unge formandshåb? Portræt af Astrid Krag". DR.
6. ↑  "CV". astridkrag.dk. Arkiveret fra originalen 6. januar 2019. Hentet 17. april 2025.
7. ↑  Netavisen Pio (2014-11-28). "Hjemme hos Astrid Krag ligger tøjet i badekarret". Hentet 2019-06-08.
8. 1 2  Astrid Krag bliver socialdemokrat - Astrid Krag bliver socialdemokrat - Altinget - Alt om politik: altinget.dk
9. ↑  Natali Braagaard (12. september 2012). "Astrid Krag: Ja, jeg er kandidat". TV 2 Nyhederne.
10. ↑  Ekstra Bladet - Jordskredssejr til Vilhelmsen